# 49296 Lucdettwiller
49296 Lucdettwiller este o planetă minoră (asteroid) din centura de asteroizi. A fost descoperită pe 10 noiembrie 1998 la Caussols de OCA-DLR Asteroid Survey⁠(d). 
Obiectul prezintă o orbită caracterizată de o semiaxă mare de 2,627040744168 UAi, o excentricitate de 0,11195811263122, o înclinație de 11,826672045879 ° în raport cu ecliptica.